# Etapa Provincial del Cusco 2025
La Etapa Provincial del Cusco 2025 fue un torneo de fútbol que reunió a los campeones y subcampeones de la etapa distrital de los ocho distritos de la provincia del Cusco. En total, 16 equipos participaron en esta competencia, cuyo objetivo principal fue otorgar dos cupos clasificatorios para la Etapa Departamental del Cusco 2025, como parte del proceso rumbo a la Liga 3 del fútbol peruano.
El campeonato fue dedicado al Prof. Máximo Rimachi Morales, alcalde de la Municipalidad Distrital de San Jerónimo, en reconocimiento a su permanente y decidido apoyo al desarrollo del deporte en la provincia del Cusco. Su respaldo fue ampliamente valorado por los clubes, la organización y la comunidad deportiva local.
Durante la reunión oficial de la Liga Provincial del Cusco, llevada a cabo el 21 de abril de 2025, se presentaron los representantes oficiales de cada distrito, se definió la conformación de los grupos y se publicó el fixture del campeonato. Asimismo, se acordó que la primera fecha del torneo se disputaría el 30 de abril de 2025, marcando el inicio oficial de una competencia cargada de entusiasmo, rivalidad y tradición futbolística cusqueña.
Tras varias semanas de intensa competencia, el torneo culminó el 8 de junio de 2025, con la disputa de la gran final en el Estadio Municipal de San Jerónimo. En ese encuentro definitorio, el club C.I. Sport Liberales, representante del distrito de Cusco, se consagró campeón de la Etapa Provincial del Cusco 2025 al imponerse con autoridad por 4 goles a 1 sobre CA Universidad Andina, representante de Wanchaq, quien obtuvo el subcampeonato. Ambos equipos clasificaron a la siguiente fase, reafirmando su protagonismo en el fútbol local. 

## Formato
El torneo contó con la participación de 16 equipos, que fueron distribuidos en 4 grupos de 4 integrantes cada uno. En la fase de grupos, los clubes compitieron bajo el sistema de todos contra todos, enfrentándose entre sí en partidos clave para definir las posiciones. Al finalizar esta etapa inicial, los dos primeros equipos de cada grupo avanzaron a los cuartos de final, instancia que dio paso posteriormente a las semifinales y culminó en una final única.
De acuerdo con las bases establecidas, el campeón y el subcampeón de esta etapa fueron designados como los representantes oficiales de la provincia del Cusco en la Etapa Departamental del Cusco 2025, avanzando así en el proceso clasificatorio hacia la Liga 3 del fútbol peruano.

## Incidentes
Durante la etapa distrital de San Sebastián del torneo Copa Perú 2025 en la región Cusco, el club Sport Fénix obtuvo el subcampeonato, lo que en principio le otorgaba el pase a la Etapa Provincial del Cusco 2025. Sin embargo, al no contar con su inscripción actualizada en los Registros Públicos, fue oficialmente descalificado por la organización. Ante esta situación, su lugar fue inicialmente asignado a Física FC, equipo ubicado en la siguiente posición de la tabla distrital.
Posteriormente, el 26 de abril de 2025, Física FC presentó su renuncia oficial a participar en la etapa provincial. En un comunicado difundido públicamente, el club indicó que la decisión fue tomada con el objetivo de "salvaguardar la integridad física y mental" de sus jugadores. Según lo manifestado, algunos equipos habrían obstaculizado su participación, lo cual motivó su retiro voluntario del torneo.
Otro hecho destacado ocurrió días más tarde, el 21 de mayo de 2025, la Comisión de Justicia de la Liga Provincial de Fútbol del Cusco emitió la Resolución N.º 1, mediante la cual resolvió declarar fundada la solicitud presentada por el presidente del Club Ramón Castilla de Saylla. En esta resolución se descalificó al Club Martín García, representante del distrito de Wanchaq, de la Etapa Provincial de la Copa Perú 2025.
Como consecuencia de esta decisión administrativa, el equipo que ocupó su lugar en la siguiente fase del campeonato fue el Club Fuerza Corazón, del distrito de San Jerónimo, que volvió así a la competencia tras haber quedado inicialmente fuera. Esta reincorporación modificó la configuración de los equipos clasificados y tuvo impacto directo en el desarrollo de los cuartos de final.

## Equipos participantes
| Distrito      | Campeón               | Grupo | Subcampeón              | Grupo |
| ------------- | --------------------- | ----- | ----------------------- | ----- |
| Ccorca        | San Jorge             | C     | Def. Junior de Ccarhuis | B     |
| Cusco         | C.I. Sport Liberales  | A     | Club Cienciano Junior   | B     |
| Poroy         | Cultural Roland       | C     | Mariscal Gamarra        | A     |
| San Jerónimo  | Pluma de Oro          | A     | Fuerza Corazón de Jesús | D     |
| San Sebastián | Granada FC            | B     | Sport Fenix             | C     |
| Santiago      | Almudena FBC          | D     | Alianza Zarzuela        | A     |
| Saylla        | CD Ramon Castilla     | D     | CD Real Sociedad        | C     |
| Wanchaq       | CA Universidad Andina | B     | CD Martin García        | D     |

## Primera etapa - Fase de grupos

### Grupo A
|   | FECHA      | HORA  | Equipo 1             |   | Equipo 2             |   | Estadio             |
| - | ---------- | ----- | -------------------- | - | -------------------- | - | ------------------- |
| 1 | 01/05/2025 | 11:00 | Pluma de Oro         | 0 | Alianza Zarzuela     | 2 | Cajonahuaylla       |
| 1 | 01/05/2025 | 14:00 | C.I. Sport Liberales | 2 | Mariscal Gamarra     | 1 | Bosque de Ccoripata |
| 2 | 04/05/2025 | 11:00 | Pluma de Oro         | 2 | Mariscal Gamarra     | 2 | Municipal de Poroy  |
| 2 | 04/05/2025 | 14:00 | Alianza Zarzuela     | 0 | C.I. Sport Liberales | 3 | Bosque de Ccoripata |
| 3 | 07/05/2025 | 13:00 | Pluma de Oro         | 0 | C.I. Sport Liberales | 4 | Cajonahuaylla       |
| 3 | 08/05/2025 | 14:00 | Mariscal Gamarra     | 1 | Alianza Zarzuela     | 2 | Municipal de Poroy  |
| 4 | 10/05/2025 | 15:00 | Alianza Zarzuela     | 3 | Pluma de Oro         | 3 | Bosque de Ccoripata |
| 4 | 11/05/2025 | 11:00 | Mariscal Gamarra     | 1 | C.I. Sport Liberales | 0 | Municipal de Poroy  |
| 5 | 15/05/2025 | 11:00 | Mariscal Gamarra     | 5 | Pluma de Oro         | 2 | Cajonahuaylla       |
| 5 | 15/05/2025 | 11:00 | C.I. Sport Liberales | 0 | Alianza Zarzuela     | 2 | Bosque de Ccoripata |
| 6 | 18/05/2025 | 12:00 | C.I. Sport Liberales | 6 | Pluma de Oro         | 0 | Bosque de Ccoripata |
| 6 | 18/05/2025 | 14:00 | Alianza Zarzuela     | 1 | Mariscal Gamarra     | 1 | Bosque de Ccoripata |

2

#### Tabla de posiciones GRUPO A
| Pos. | Equipo               | Pts. | PJ | PG | PE | PP | GF | GC | Dif. |
| ---- | -------------------- | ---- | -- | -- | -- | -- | -- | -- | ---- |
| 1.º  | C.I. Sport Liberales | 12   | 6  | 4  | 0  | 2  | 15 | 4  | 11   |
| 2.º  | Alianza Zarzuela     | 11   | 6  | 3  | 2  | 1  | 10 | 8  | 2    |
| 3.º  | Mariscal Gamarra     | 8    | 6  | 2  | 2  | 2  | 11 | 9  | 2    |
| 4.º  | Pluma de Oro         | 2    | 6  | 0  | 2  | 4  | 7  | 22 | −15  |

|  | Clasifica a cuartos de final. |

### Grupo B
|   | FECHA      | HORA  | Equipo 1                |   | Equipo 2                |   | Estadio                   |
| - | ---------- | ----- | ----------------------- | - | ----------------------- | - | ------------------------- |
| 1 | 01/05/2025 | 11:00 | CA Universidad Andina   | 0 | Club Cienciano Junior   | 0 | Bosque de Ccoripata       |
| 1 | 01/05/2025 | 13:00 | Def. Junior de Ccarhuis | 1 | Granada FC              | 0 | Est. Ccorca Ayllu         |
| 2 | 04/05/2025 | 14:00 | CA Universidad Andina   | 2 | Granada FC              | 1 | D. Quispe Tito            |
| 2 | 04/05/2025 | 11:00 | Club Cienciano Junior   | 2 | Def. Junior de Ccarhuis | 0 | Municipal de San Jeronimo |
| 3 | 07/05/2025 | 13:00 | CA Universidad Andina   | 2 | Def. Junior de Ccarhuis | 1 | Bosque de Ccoripata       |
| 3 | 08/05/2025 | 14:00 | Granada FC              | 1 | Club Cienciano Junior   | 3 | Pumamarca                 |
| 4 | 10/05/2025 | 13:30 | Club Cienciano Junior   | 0 | CA Universidad Andina   | 0 | José Santos Tamayo        |
| 4 | 11/05/2025 | 11:00 | Granada FC              | 1 | Def. Junior de Ccarhuis | 3 | Municipal de San Jeronimo |
| 5 | 15/05/2025 | 13:00 | Granada FC              | 2 | CA Universidad Andina   | 7 | Bosque de Ccoripata       |
| 5 | 15/05/2025 | 15:00 | Def. Junior de Ccarhuis | 2 | Club Cienciano Junior   | 3 | Est. Ccorca Ayllu         |
| 6 | 17/05/2025 | 15:00 | Def. Junior de Ccarhuis | 1 | CA Universidad Andina   | 5 | Est. Ccorca Ayllu         |
| 6 | 17/05/2025 | 11:00 | Club Cienciano Junior   | 2 | Granada FC              | 0 | José Santos Tamayo        |

#### Partido de desempate del Grupo B
| FECHA      | HORA  | Equipo 1              |   | Equipo 2              |   | Estadio                   |
| ---------- | ----- | --------------------- | - | --------------------- | - | ------------------------- |
| 22/05/2025 | 13:00 | CA Universidad Andina | 2 | Club Cienciano Junior | 1 | Municipal de San Jeronimo |

#### Tabla de posiciones GRUPO B
| Pos. | Equipo                  | Pts. | PJ | PG | PE | PP | GF | GC | Dif. |
| ---- | ----------------------- | ---- | -- | -- | -- | -- | -- | -- | ---- |
| 1.º  | CA Universidad Andina   | 14   | 6  | 4  | 2  | 0  | 16 | 5  | 11   |
| 2.º  | Club Cienciano Junior   | 14   | 6  | 4  | 2  | 0  | 10 | 3  | 7    |
| 3.º  | Def. Junior de Ccarhuis | 6    | 6  | 2  | 0  | 4  | 8  | 13 | −5   |
| 4.º  | Granada FC              | 0    | 6  | 0  | 0  | 6  | 5  | 18 | −13  |

|  | Clasifica a cuartos de final. |

### Grupo C
|   | FECHA      | HORA  | Equipo 1         |   | Equipo 2         |   | Estadio             |
| - | ---------- | ----- | ---------------- | - | ---------------- | - | ------------------- |
| 1 | 01/05/2025 | 14:00 | Sport Fenix      | 0 | Cultural Roland  | 1 | Cajonahuaylla       |
| 1 | 01/05/2025 | 10:00 | CD Real Sociedad | 1 | San Jorge        | 0 | Municipal de Saylla |
| 2 | 04/05/2025 | 13:00 | Cultural Roland  | 1 | San Jorge        | 1 | Est. Ccorca Ayllu   |
| 2 | 04/05/2025 | 11:00 | Sport Fenix      | 1 | CD Real Sociedad | 3 | D. Quispe Tito      |
| 3 | 08/05/2025 | 11:00 | Cultural Roland  | 2 | CD Real Sociedad | 1 | Municipal de Poroy  |
| 3 | 08/05/2025 | 14:00 | San Jorge        | 1 | Sport Fenix      | 0 | Est. Ccorca Ayllu   |
| 4 | 11/05/2025 | 14:00 | Sport Fenix      | 1 | Cultural Roland  | 3 | Municipal de Poroy  |
| 4 | 11/05/2025 | 14:00 | San Jorge        | 6 | CD Real Sociedad | 1 | Municipal de Saylla |
| 5 | 15/05/2025 | 12:00 | San Jorge        | 2 | Cultural Roland  | 3 | Municipal de Poroy  |
| 5 | 15/05/2025 | 15:30 | CD Real Sociedad | 5 | Sport Fenix      | 0 | Municipal de Saylla |
| 6 | 18/05/2025 | 11:00 | CD Real Sociedad | 1 | Cultural Roland  | 2 | Municipal de Saylla |
| 6 | 18/05/2025 | 15:00 | Sport Fenix      | 3 | San Jorge        | 3 | D. Quispe Tito      |

#### Tabla de posiciones GRUPO C
| Pos. | Equipo           | Pts. | PJ | PG | PE | PP | GF | GC | Dif. |
| ---- | ---------------- | ---- | -- | -- | -- | -- | -- | -- | ---- |
| 1.º  | Cultural Roland  | 16   | 6  | 5  | 1  | 0  | 12 | 6  | 6    |
| 2.º  | CD Real Sociedad | 9    | 6  | 3  | 0  | 3  | 12 | 11 | 1    |
| 3.º  | San Jorge        | 8    | 6  | 2  | 2  | 2  | 13 | 9  | 4    |
| 4.º  | Sport Fenix      | 1    | 6  | 0  | 1  | 5  | 5  | 16 | −11  |

|  | Clasifica a cuartos de final. |

### Grupo D
|   | FECHA      | HORA  | Equipo 1                |   | Equipo 2                |   | Estadio                   |
| - | ---------- | ----- | ----------------------- | - | ----------------------- | - | ------------------------- |
| 1 | 01/05/2025 | 12:00 | CD Ramon Castilla       | 2 | Almudena FBC            | 3 | Municipal de Saylla       |
| 1 | 01/05/2025 | 11:00 | Fuerza Corazón de Jesus | 1 | CD Martin García        | 2 | Municipal de San Jeronimo |
| 2 | 04/05/2025 | 12:00 | CD Ramon Castilla       | 0 | CD Martin García        | 1 | Municipal de Saylla       |
| 2 | 04/05/2025 | 11:00 | Almudena FBC            | 2 | Fuerza Corazón de Jesus | 1 | Bosque de Ccoripata       |
| 3 | 08/05/2025 | 15:00 | CD Ramon Castilla       | 0 | Fuerza Corazón de Jesus | 3 | Municipal de Saylla       |
| 3 | 08/05/2025 | 11:00 | CD Martin García        | 0 | Almudena FBC            | 1 | José Santos Tamayo        |
| 4 | 11/05/2025 | 11:00 | Almudena FBC            | 4 | CD Ramon Castilla       | 1 | Bosque de Ccoripata       |
| 4 | 10/05/2025 | 11:00 | CD Martin García        | 1 | Fuerza Corazón de Jesus | 0 | José Santos Tamayo        |
| 5 | 15/05/2025 | 11:00 | CD Martin García        | 1 | CD Ramon Castilla       | 3 | José Santos Tamayo        |
| 5 | 15/05/2025 | 14:00 | Fuerza Corazón de Jesus | 2 | Almudena FBC            | 2 | Cajonahuaylla             |
| 6 | 18/05/2025 | 15:00 | Fuerza Corazón de Jesus | 4 | CD Ramon Castilla       | 0 | Cajonahuaylla             |
| 6 | 18/05/2025 | 10:00 | Almudena FBC            | 1 | CD Martin García        | 1 | Bosque de Ccoripata       |

#### Tabla de posiciones GRUPO D
| Pos. | Equipo                  | Pts. | PJ | PG | PE | PP | GF | GC | Dif. |
| ---- | ----------------------- | ---- | -- | -- | -- | -- | -- | -- | ---- |
| 1.º  | Almudena FBC            | 14   | 6  | 4  | 2  | 0  | 13 | 7  | 6    |
| 2.º  | CD Martin García        | 10   | 6  | 3  | 1  | 2  | 6  | 6  | 0    |
| 3.º  | Fuerza Corazón de Jesus | 7    | 6  | 2  | 1  | 3  | 11 | 7  | 4    |
| 4.º  | CD Ramon Castilla       | 3    | 6  | 1  | 0  | 5  | 6  | 16 | −10  |

|  | Clasifica a cuartos de final. |

Nota: Por decisión de la Comisión de Justicia, el club Martin García queda descalificado tras el reclamo presentado por el club Ramon Castilla de Saylla

### Tabla de posiciones general al concluir la fase de grupos
| Pos. | Equipo                  | Pts. | PJ | PG | PE | PP | GF | GC | Dif. |
| ---- | ----------------------- | ---- | -- | -- | -- | -- | -- | -- | ---- |
| 1.º  | Cultural Roland         | 16   | 6  | 5  | 1  | 0  | 12 | 6  | 6    |
| 2.º  | CA Universidad Andina   | 14   | 6  | 4  | 2  | 0  | 16 | 5  | 11   |
| 3.º  | Club Cienciano Junior   | 14   | 6  | 4  | 2  | 0  | 10 | 3  | 7    |
| 4.º  | Almudena FBC            | 14   | 6  | 4  | 2  | 0  | 13 | 7  | 6    |
| 5.º  | C.I. Sport Liberales    | 12   | 6  | 4  | 0  | 2  | 15 | 4  | 11   |
| 6.º  | Alianza Zarzuela        | 11   | 6  | 3  | 2  | 1  | 10 | 8  | 2    |
| 7.º  | CD Martin García        | 10   | 6  | 3  | 1  | 2  | 6  | 6  | 0    |
| 8.º  | CD Real Sociedad        | 9    | 6  | 3  | 0  | 3  | 12 | 11 | 1    |
| 9.º  | San Jorge               | 8    | 6  | 2  | 2  | 2  | 13 | 9  | 4    |
| 10.º | Mariscal Gamarra        | 8    | 6  | 2  | 2  | 2  | 11 | 9  | 2    |
| 11.º | Fuerza Corazón de Jesus | 7    | 6  | 2  | 1  | 3  | 11 | 7  | 4    |
| 12.º | Def. Junior de Ccarhuis | 6    | 6  | 2  | 0  | 4  | 8  | 13 | −5   |
| 13.º | CD Ramon Castilla       | 3    | 6  | 1  | 0  | 5  | 6  | 16 | −10  |
| 14.º | Pluma de Oro            | 2    | 6  | 0  | 2  | 4  | 7  | 22 | −15  |
| 15.º | Sport Fenix             | 1    | 6  | 0  | 1  | 5  | 5  | 16 | −11  |
| 16.º | Granada FC              | 0    | 6  | 0  | 0  | 6  | 5  | 18 | −13  |

### Desempeño por Provincia al concluir la fase de grupos
| Pos. | Equipo        | Pts. | PJ | PG | PE | PP | GF | GC | Dif. |
| ---- | ------------- | ---- | -- | -- | -- | -- | -- | -- | ---- |
| 1.º  | Cusco         | 26   | 12 | 8  | 2  | 2  | 25 | 7  | 18   |
| 2.º  | Santiago      | 25   | 12 | 7  | 4  | 1  | 23 | 15 | 8    |
| 3.º  | Wanchaq       | 24   | 12 | 7  | 3  | 2  | 22 | 11 | 11   |
| 4.º  | Poroy         | 24   | 12 | 7  | 3  | 2  | 23 | 15 | 8    |
| 5.º  | Ccorca        | 14   | 12 | 4  | 2  | 6  | 21 | 22 | −1   |
| 6.º  | Saylla        | 12   | 12 | 4  | 0  | 8  | 18 | 27 | −9   |
| 7.º  | San Jerónimo  | 9    | 12 | 2  | 3  | 7  | 18 | 29 | −11  |
| 8.º  | San Sebastián | 1    | 12 | 0  | 1  | 11 | 10 | 34 | −24  |

## Segunda etapa - Cuartos de final
Partidos de ida
| Fecha      | Hora  | Equipo 1              |   | Equipo 2                |   | Estadio                   |
| ---------- | ----- | --------------------- | - | ----------------------- | - | ------------------------- |
| 25/05/2025 | 14:30 | C.I. Sport Liberales  | 8 | CD Real Sociedad        | 2 | Municipal de San Jeronimo |
| 24/05/2025 | 12:30 | CA Universidad Andina | 1 | Fuerza Corazón de Jesus | 1 | Bosque de Ccoripata       |
| 25/05/2025 | 09:00 | Cultural Roland       | 2 | Alianza Zarzuela        | 2 | Municipal de Poroy        |
| 24/05/2025 | 14:30 | Almudena FBC          | 1 | Club Cienciano Junior   | 0 | Bosque de Ccoripata       |

Partidos de Vuelta
| Fecha      | Hora  | Equipo 1                |       | Equipo 2              |       | Estadio             |
| ---------- | ----- | ----------------------- | ----- | --------------------- | ----- | ------------------- |
| 29/05/2025 | 15:30 | CD Real Sociedad        | 0     | C.I. Sport Liberales  | 8     | Municipal de Saylla |
| 29/05/2025 | 11:00 | Fuerza Corazón de Jesus | 2     | CA Universidad Andina | 3     | Cajonahuaylla       |
| 28/05/2025 | 13:00 | Alianza Zarzuela        | 4     | Cultural Roland       | 0     | Bosque de Ccoripata |
| 29/05/2025 | 13:00 | Club Cienciano Junior   | 3 (5) | Almudena FBC          | 2 (4) | José Santos Tamayo  |

## Tercera etapa - Semifinal
Partidos de Ida
| Fecha      | Hora  | Equipo 1              |   | Equipo 2              |   | Estadio                   |
| ---------- | ----- | --------------------- | - | --------------------- | - | ------------------------- |
| 01/06/2025 | 15:00 | C.I. Sport Liberales  | 2 | Alianza Zarzuela      | 0 | Municipal de San Jeronimo |
| 31/05/2025 | 15:00 | CA Universidad Andina | 1 | Club Cienciano Junior | 0 | Cajonahuaylla             |

Partidos de Vuelta
| Fecha      | Hora  | Equipo 1              |   | Equipo 2              |   | Estadio             |
| ---------- | ----- | --------------------- | - | --------------------- | - | ------------------- |
| 04/06/2025 | 14:00 | C.I. Sport Liberales  | 0 | Alianza Zarzuela      | 1 | Bosque de Ccoripata |
| 05/06/2025 | 13:00 | Club Cienciano Junior | 1 | CA Universidad Andina | 1 | José Santos Tamayo  |

## Cuarta etapa - Final
| Fecha      | Hora  | Equipo 1             |   | Equipo 2              |   | Estadio                   |
| ---------- | ----- | -------------------- | - | --------------------- | - | ------------------------- |
| 08/06/2025 | 12:00 | C.I. Sport Liberales | 4 | CA Universidad Andina | 1 | Municipal de San Jeronimo |